# Constance Cummings
Constance Cummings CBE (Seattle, 15 de maio de 1910 - Oxfordshire, 23 de novembro de 2005) foi uma atriz inglesa. Ela participou de mais de 40 filmes, a maioria deles nas décadas de 1930 e 1940. Seu papel em Uma Mulher do Outro Mundo de 1945 com Rex Harrison, fez dela uma estrela internacional.